# Erasmushuis (Leuven)

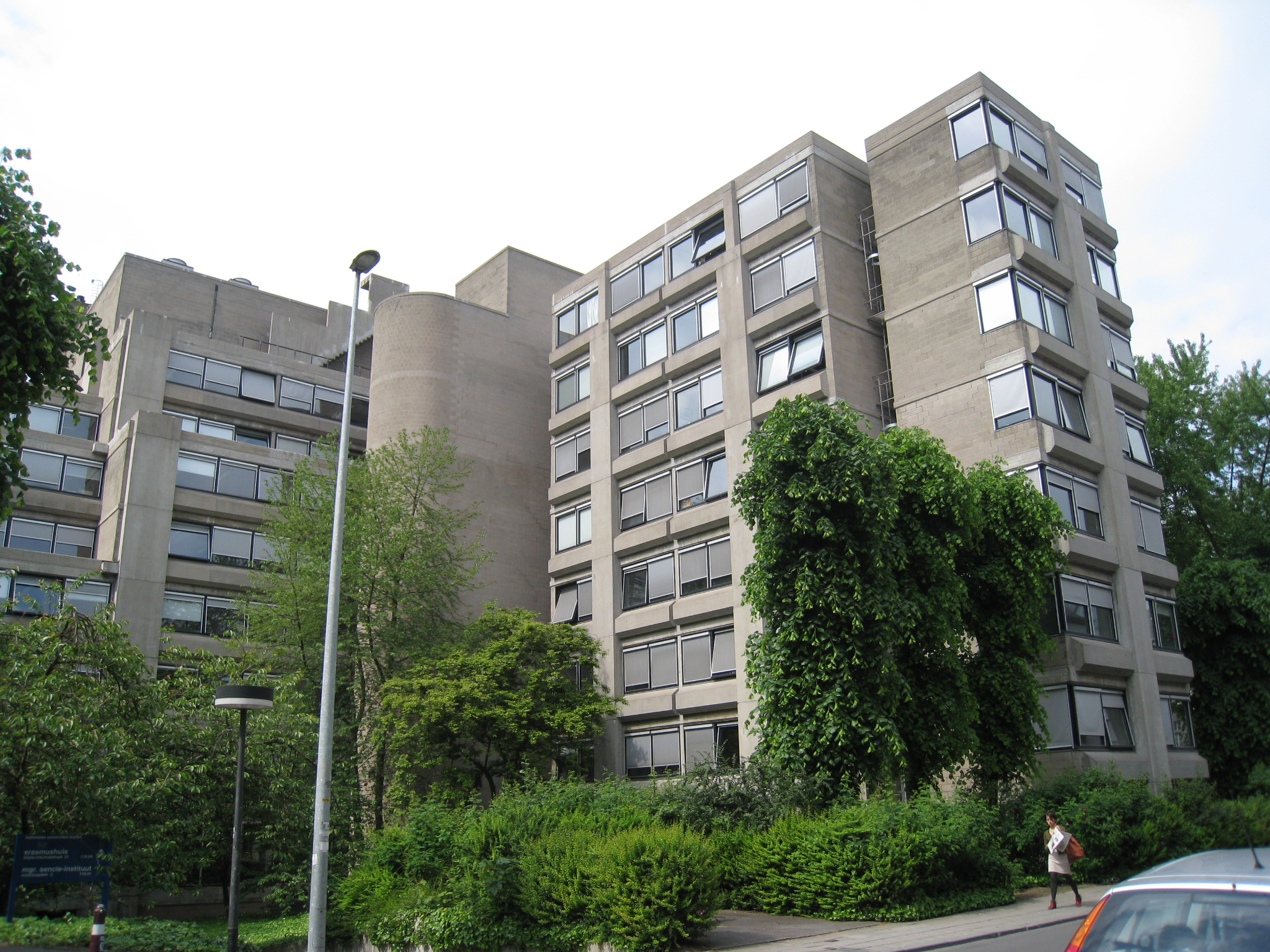

Het Erasmushuis is een gebouw van de Katholieke Universiteit Leuven in het centrum van Leuven gelegen tussen de Blijde Inkomststraat, de Ravenstraat, de Bogaardenstraat en de Maria Theresiastraat. Het gebouw huisvest de Faculteit Letteren, verschillende kantoren en de faculteitsbibliotheek. Het Erasmushuis ligt naast de Universiteitsbibliotheek en het Monseigneur Sencie-Instituut.
Het gebouw werd ontworpen door architectenbureau TED onder leiding van Marc Dessauvage. In 1972 startten de bouwwerkzaamheden en in 1975 werd het Erasmushuis in gebruik genomen. Het kruisvormig gebouw wordt omringd door een tuin met enkele beeldhouwwerken:
- De Witte (René Rosseel, 1984)
- Man en vrouw (Eugène Dodeigne, 1975)
- Vallend paard (Rik Poot, 1988)

In de tuin bevindt zich ook een klein amfitheater en het liefdesbankje. Verder omvat het ook een literaire- en een luistertuin. Op de parking van het Erasmushuis stond tot 1970 de Sint-Jozefskerk die tussen 1860 en 1871 werd opgetrokken door stadsarchitect Edward Lavergne. Een nieuwe Sint-Jozefskerk werd enkele jaren later in de Bogaardenstraat opgetrokken.
Tezamen met een neogotisch burgerhuis aan de Bijde-Inkomststraat vormt het Erasmushuis en de omringende tuin een onroerend erfgoed.